# Димитър Попов (футболист)
Вижте пояснителната страница за други личности с името Димитър Попов.
Димитър Николаев Попов е български футболист, вратар.
Роден е на 27 февруари 1970 г. в София.

## Кариера
Играл е за отборите на Левски (София), Ботев (Пловдив), Спартак (Пловдив), ЦСКА, Марица (Пловдив), Локомотив (София), Спартак (Варна) и Ел Пасо (САЩ). Носител на купата на страната през 1991 с Левски, вицешампион през 1989 и 1992, бронзов медалист с Ботев през 1993 и 1994 г. В евротурнирите е изиграл 4 мача (1 за Левски в КНК и 2 за Ботев и 1 за Левски в УЕФА). Има 14 мача за националния отбор.
През есента на 2004 изкара съдийски курсове в САЩ и от началото на 2005 г. ръководи мачове на детски отбори в щата Калифорния. Отделно работи и в частна футболна школа.

## Статистика по сезони
- Левски (Сф) – 1988/89 – A група, 5 мача
- Левски (Сф) – 1989/90 – A група, 11 мача
- Левски (Сф) – 1990/91 – A група, 12 мача
- Левски (Сф) – 1991/92 – A група, 1 мача
- Ботев (Пд) – 1992/93 – A група, 24 мача
- Ботев (Пд) – 1993/94 – A група, 25 мача
- Спартак (Пд) – 1994/ес. - A група, 15 мача
- ЦСКА – 1995/пр. - A група, 14 мача
- ЦСКА – 1995/96 – A група, 28 мача
- Марица – 1996/97 – A група, 28 мача
- Локомотив (Сф) – 1997/98 – A група, 24 мача
- Спартак (Вн) – 1998/99 – A група, 17 мача
- Ел Пасо – 2000/01 – Американска Втора Дивизия, 21 мача